# Kobe New Transit
La Kobe New Transit (神戸新交通株式会社, Kōbe Shinkōtsū Kabushiki Kaisha) est une des entreprises japonaises de troisième secteur semi-publique sur le transport ferroviaire de passagers dans le secteur des transports guidés urbains automatiques basé à Kobe. Quand sa première ligne (Port Liner) fut ouverte en 1981, c'était la première ligne automatisé au monde.
Dans le système Surutto KANSAI, le code de la  société est représentée par le symbole  KS.

## Histoire
Le 18 juillet 1977, la compagnie est fondée. En février 1981, la ligne Port Island est ouverte et devient le premier système automatisé sans conducteur du Japon et du monde. En février 1990, la deuxième ligne, Rokkō Island est ouverte. Il faudra attendre 2006, pour la connexion jusqu'à l’aéroport de Kobe soit opérationnelle. Depuis le 15 avril 2017, la compagnie commercialise la cartes à puce ICOCA.

## Réseau
La compagnie exploite deux lignes, une dans chacune des deux îles artificielles de Rokkō et Port de la ville de Kobe.
- R Ligne Rokkō Island (4.5 km)
- P PL Ligne Port Island (voie principale 8.2 km) (voie secondaire 2.6 km)

## Tarification
Tarif en viguer depuis le 1er octobre 2019
| Section                  | Tarif (yens) |
| ------------------------ | ------------ |
| 1 secteur (moins de 2km) | 210          |
| 2 secteurs (2 à 5km)     | 250          |
| 3 secteurs (5 à 8km)     | 290          |
| 4 secteurs (plus de 8km) | 340          |

## Matériel roulant

### En Service
- série 1000 (Ligne Rokkō Island)
- série 2000 (Ligne Port Island)
- série 2020 (Ligne Port Island)
- série 3000 (Ligne Rokkō Island)

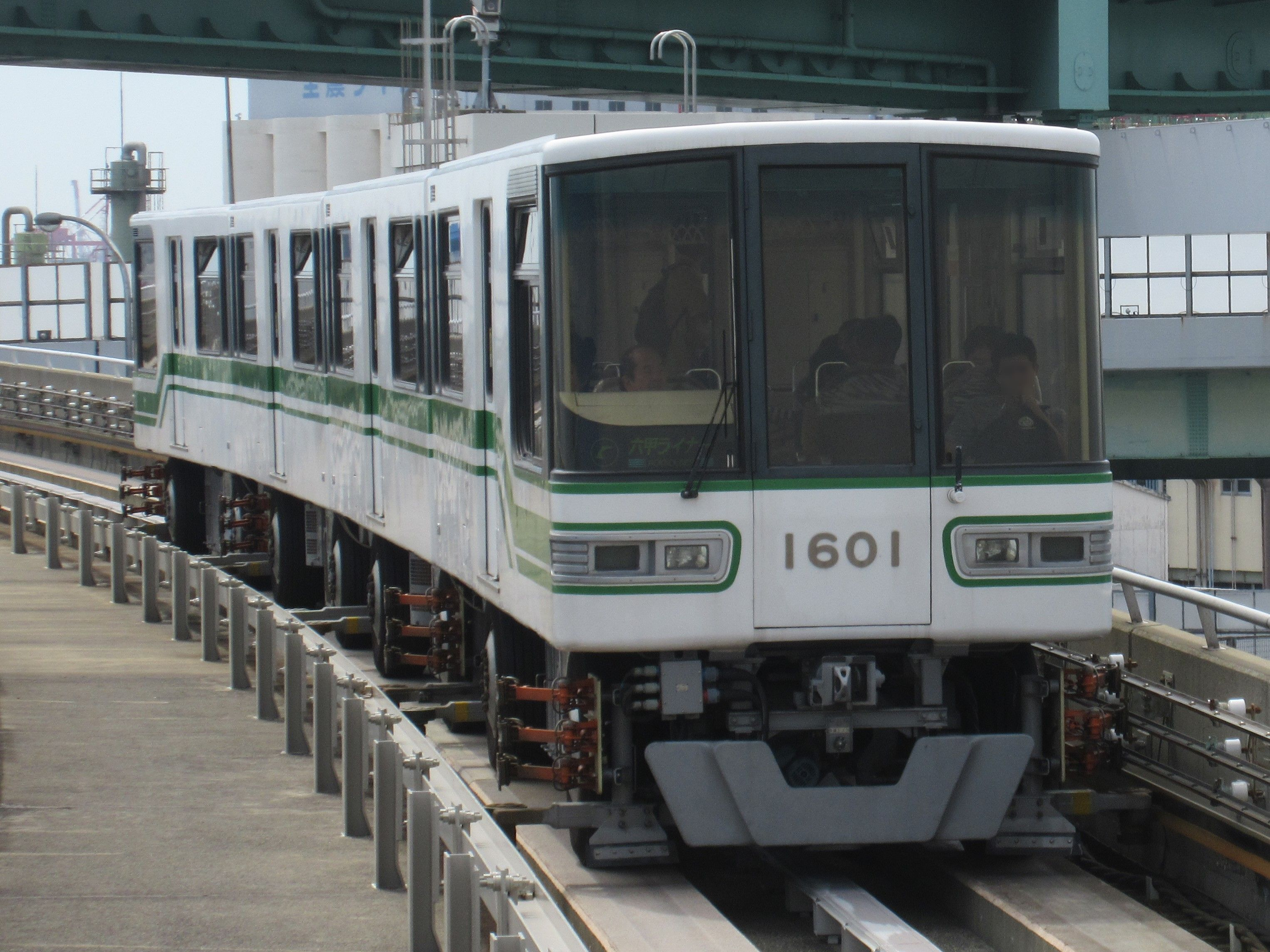
série 1000
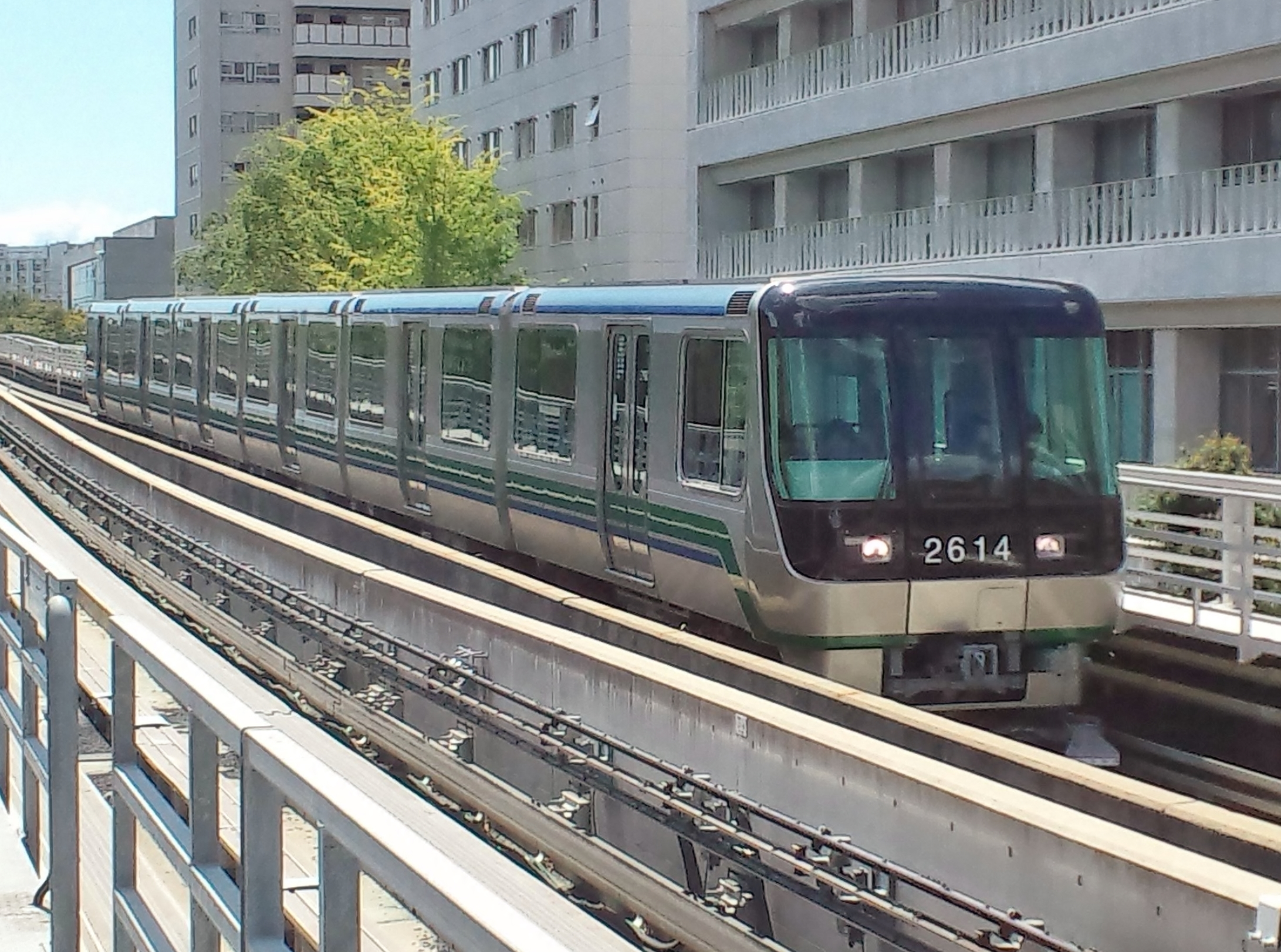
série 2000
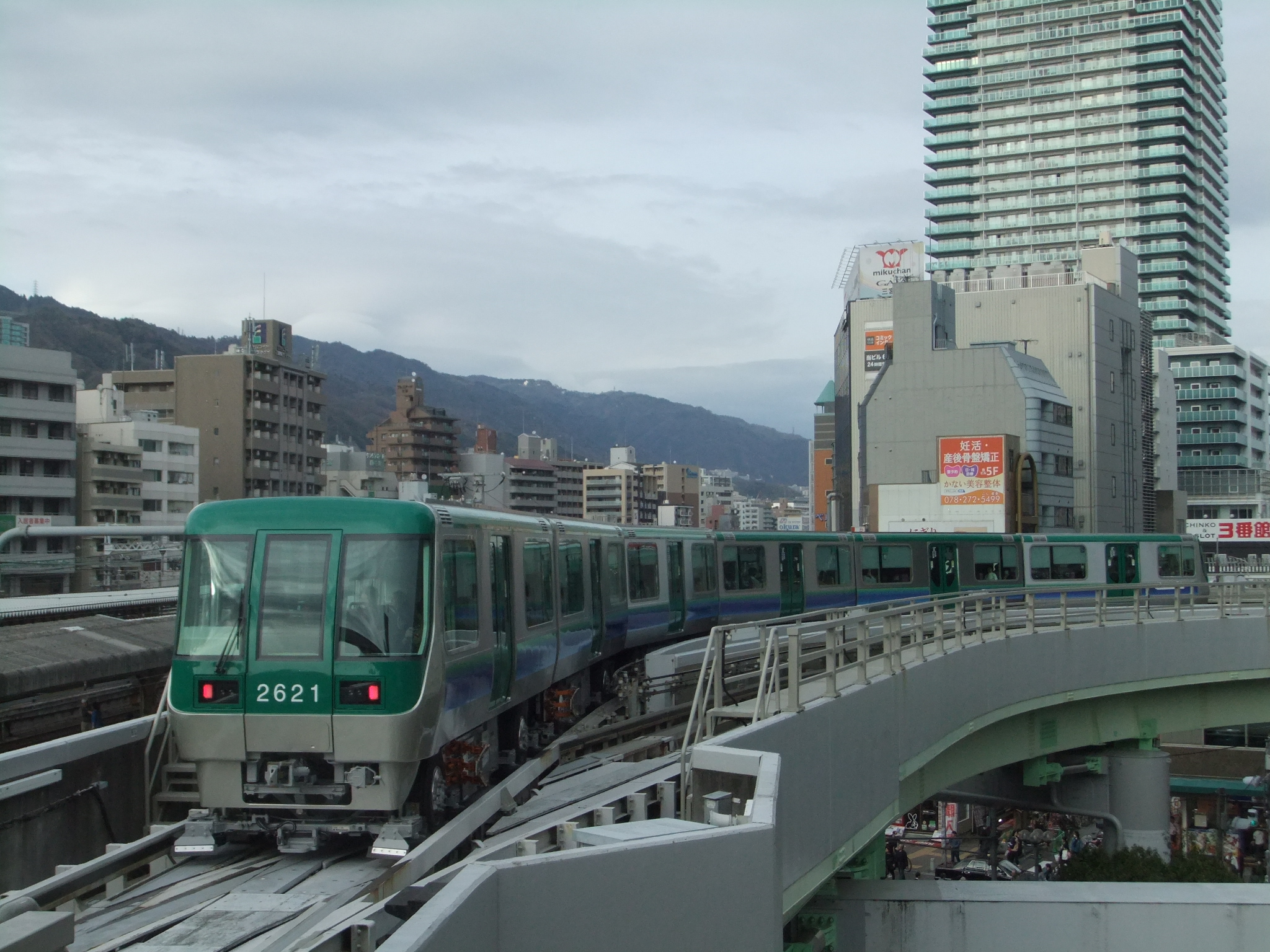
série 2020
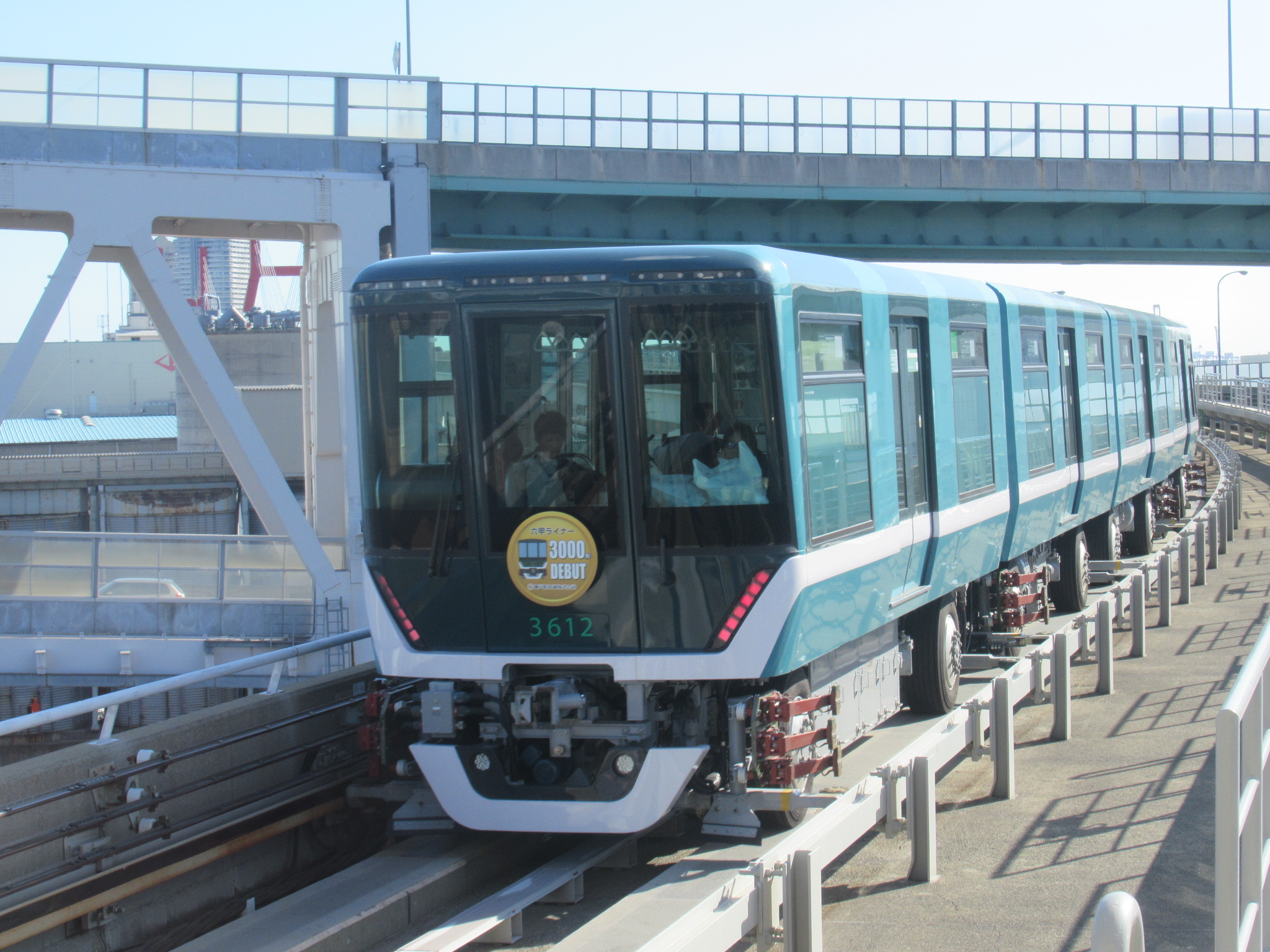
série 3000

### Ancien Service
- série 8000 (Ligne Port Island)

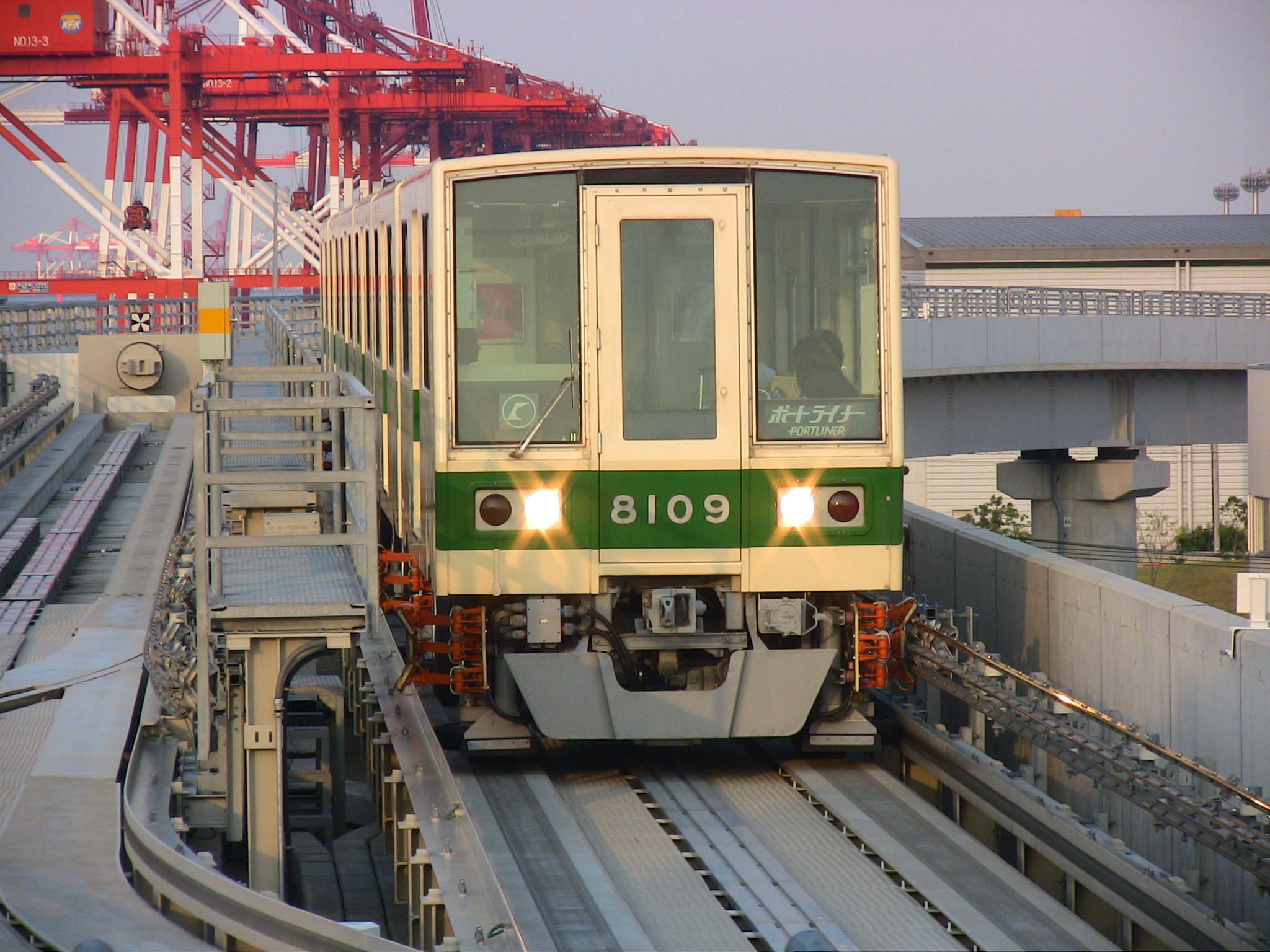
série 8000